# Boalkhali
Boalkhali är ett underdistrikt i Bangladesh. Det ligger i den sydöstra delen av landet, 210 km sydost om huvudstaden Dhaka.
I omgivningarna runt Boalkhali växer huvudsakligen savannskog. Runt Boalkhali är det mycket tätbefolkat, med 2 345 invånare per kvadratkilometer.